# Crocallis impuncta
Crocallis impuncta là một loài bướm đêm trong họ Geometridae.